# Río Nam Song
El río Nam Song es un río que discurre por Laos, pasa por la ciudad de Vang Vieng —provincia de Vientián, al noroeste del país— y desagua en el río Mekong. Es un importante destino turístico por sus paisajes de formación kárstica.